# Henri Rollet (historien)
Pour les articles homonymes, voir Rollet et Henri Rollet.
Henri Rollet, né le 7 novembre 1917 à Paris et mort le 10 décembre 2003 à Clamart, est à la fois un historien du catholicisme social, un industriel et un militant catholique, qui a présidé plusieurs organismes du monde catholique.

## Biographie
Né à Paris en 1917, bachelier en 1935, il fut présenté par sa mère (née en Angleterre) à Emmanuel Chaptal, évêque auxiliaire de Paris chargé des nombreux étrangers réfugiés à Paris après la Grande Guerre. Cet évêque, descendant du ministre de Napoléon, avait été un brillant diplomate avant d'entrer au séminaire. Prêtre puis curé de paroisse dans le XIVe arrondissement de Paris, l'abbé Chaptal se fit remarquer par sa vocation sociale. Entre cet évêque de plus de 70 ans et le jeune étudiant en histoire à la Sorbonne, se noua un lien de paternelle amitié : il eut une influence déterminante sur les choix d'Henri Rollet.
Il est d'abord connu comme historien français, spécialiste du catholicisme social, par sa thèse remarquée de doctorat ès lettres en Sorbonne en 1948 sur l'action sociale des catholiques en France 1871-1901. Il fut ensuite l'auteur de nombreux ouvrages de référence sur le sujet.
Tout en menant ses recherches, il entre dans l'entreprise familiale de machines-outils, qu'il dirige à partir de 1951. Il épousa Thérèse de Chézelles, et eut trois enfants. Toute sa vie, il ne cessa de se consacrer à l'action catholique, soit par ses écrits et ses conférences, soit par ses engagements à la tête de mouvements catholiques.
Militant engagé, il est en 1949 président du Secrétariat social de Paris, puis président durant plus de 10 ans, de 1954 à 1965, de la Fédération nationale d'Action catholique devenue Action catholique générale des hommes (ACGH) et à ce titre successeur de Jean Le Cour-Grandmaison, lequel avait succédé au général de Castelnau, fondateur en 1924 de la Fédération nationale catholique (FNC). Il préside la Fédération internationale des hommes catholiques de 1962 à 1971. De 1963 à 1965, il est auditeur laïc au concile Vatican II avec Jean Guitton. De 1967 à 1975, il préside le conseil d'administration de l'Institut catholique de Paris, collaborant avec le recteur de cet institut, Pierre Haubtmann, décédé en 1971, puis avec son successeur, Paul Poupard, deux clercs. Il fut ensuite gestionnaire des biens du Saint-Siège en France.
Il est membre de nombreux autres organismes catholiques, notamment : Centre français du patronat chrétien (CFPC), UNIAPAC, Commission générale des Semaines sociales de France, Centre catholique des intellectuels français, Académie d'éducation et d'études sociales, Écrivains catholiques, Académie de Versailles…
Toute sa vie, il donna un grand nombre de conférences sur les sujets historiques ou religieux. Dans la période fin des années 1970 aux années 1990, il enseigna l'histoire à l'Institut catholique de Paris, et fut également enseignant et directeur des études de l'université inter-âges de Versailles.

## Publications
- L'Action sociale des catholiques en France (1871-1901), Thèse pour le doctorat ès lettres. Paris, 1947
- L'Action sociale des catholiques en France (1901-1914)  Tome II, Desclée De Brouwer, 1958
- Andrée Butillard et le féminisme chrétien, Éditions Spes, 1960
- Le travail, les ouvriers, l'Église. Je sais - je crois, Librairie Arthème Fayard, Paris, 1959
- La Condition de la femme dans l'Église, Fayard, 1975
- À la quête de l'histoire, avec Theodore Harold White
- L'engagement du laïc, E. Privat, 1962
- Les laïcs d'après le concile, Ed. de Gigord, 1965
- Sur le chantier social - l'action sociale des catholiques en France 1870 - 1940, Chronique sociale de France, 1955
- Avenir du comité d'entreprise
- Jean Viollet, homme de l'avenir, Ed. Beauchesne, 1978
- L'aide à la famille au sein de l'entreprise
- Les Étapes du catholicisme social, La Colombe, 1949
- Albert de Mun et le Parti catholique, Paris 1947, prix Juteau-Duvigneaux de l’Académie française en 1950
- Les Versaillais dans la Guerre de l'indépendance américaine, plaquette publiée en 1990.

En 2016, son fils Jacques-Hubert Rollet a soutenu en Sorbonne une thèse de doctorat en histoire sur : Henri Rollet, historien de l'Action catholique et chrétien engagé.

## Distinctions
- Grand-croix de l'ordre de Saint-Grégoire-le-Grand (1975)
- Commandeur de l'ordre de Saint-Sylvestre

## Sources
- Nouvelles de l'Institut catholique de Paris, n° 2, juin 1975, p. 62-65
- Jacques-Hubert Rollet (préf. Cardinal Paul Poupard), Un siècle d'histoire de l'Église, avec Henri Rollet (1917-2003), Éditions du Jubilé, 2018 (ISBN 2-8667-9584-9, EAN 978-2-8667-9584-9)